# Jean-Anne Christy de la Pallière
Pour les articles homonymes, voir Christy et Pallières.
Jean-Anne Christy de la Pallière, dit « Christy-Pallière », né le 18 septembre 1755 à Dinan et mort à Toulon le 28 juillet 1829, est un officier de marine français des XVIIIe et XIXe siècles.

## Enfance
Fils d'un capitaine de la Compagnie française des Indes orientales, il commence sa carrière à l'âge de 17 ans en tant que volontaire sans appointements sur le Dauphin, navire appartenant à des armateurs privés, parti pour la Chine le 31 mars 1773 et de retour à Lorient le 15 juin 1774. Il est promu enseigne dès 1774 et fait une nouvelle campagne aux Indes en 1776-1777.

## Service en mer

### Dans la marine royale
Il entre au service du Roi le 8 mai 1778 en tant que lieutenant de frégate et sert sur la frégate Surveillante. Sur ce bâtiment, il participe à la bataille d'Ouessant en juillet 1778, au sein de la flotte du comte d'Orvilliers.
Il est fait enseigne de vaisseau le 23 février 1779 sur le vaisseau le Sévère de l'escadre du bailli de Suffren et participe à toute la campagne dans les mers des Indes, assistant à quatre combats. Il passe sur le vaisseau L'Orient mais alors qu'il est de quart le vaisseau s'échoue (1782). Au retour en France en 1784, il est sanctionné de ce fait, bien que son capitaine ait été à ses côtés au moment du naufrage. Il est radié de la marine.

### Dans la marine de la République
Il est rétroactivement blanchi et réintégré comme lieutenant de vaisseau dans la marine de la République en février 1793, au moment de la déclaration de guerre à l'Angleterre. Il est presque aussitôt promu capitaine de vaisseau, car il faut combler les vides laissés par l'émigration massive des officiers de la marine royale. Il commande successivement les vaisseaux le Sans Pareil et le Scévola.
En tant que membre de la noblesse, il est destitué en janvier 1794 mais réintégré en novembre. Il commande une division de frégates puis le Convention, un vaisseau de 74 canons. En 1799, sur L'Océan, il est adjudant-général de l'escadre de Bruix pour son fameux "raid" en Méditerranée. Il prend ensuite le commandement du Tyrannicide.
Il participe à la bataille d'Algésiras le 13 juin 1801 dans l'escadre de Linois qui bat l'amiral Saumarez avant d'être à son tour battu quelques jours plus tard.

## Service à terre

### Sous l'Empire
En 1803, il est nommé commandant militaire du port de Brest, puis de celui de Toulon de 1805 à 1815.
Il assure à plusieurs reprises entre 1811 et 1815 l'intérim du préfet maritime, le contre-amiral Lhermitte, malade ; il exerce aussi les fonctions de major général à plusieurs reprises. Décoré de l'ordre de Saint-Louis le 5 juillet 1814, il est mis en retraite le 31 décembre 1815, puis réintégré dès mars 1816 pour être de nouveau en retraite en juillet de la même année, mais avec cette fois le titre honoraire de contre-amiral.
Il meurt à Toulon en 1829.

## Postérité
Pour avoir, à bord du Desaix qu'il commandera à Algesiras, capturé Thomas Cochrane et le HMS Speedy, le capitaine Christy de la Pallière est intégré aux Aubreyades, série de romans maritimes de Patrick O'Brian reprenant dans le personnage de Jack Aubrey une grande partie de la carrière de Lord Cochrane. Christy de la Pallière est présent notamment dans les livres Maître à bord, Capitaine de vaisseau, est mentionné dans Le Commodore et réapparaît dans Les Cent jours, où il accepte d'abandonner Napoléon pour Louis XVIII.